# مركدة

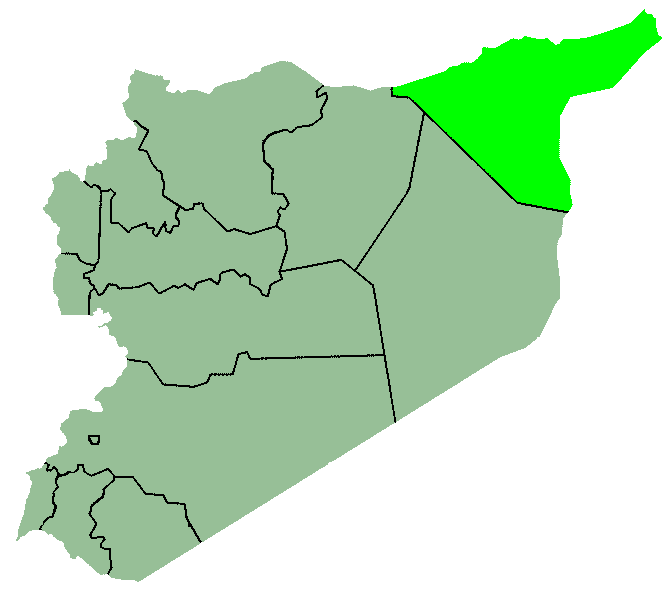
محافظة الحسكة

مركدة بلدة تتبع محافظة الحسكة، منطقة الشدادي في سوريا وتقع جنوب مدينة الحسكة على حدود محافظة دير الزور وتبعد مسافة 105 كم عن مدينة الحسكة و 80 كم عن دير الزور. تقع على الطريق الرئيسي الواصل بين الحسكة ودير الزور. حيث يقسمها الطريق إلى قسمين، شرقي وغربي. تقع البلدة على ضفاف نهر الخابور على مساحة 306 هكتار.

## السكان
يوجد في البلدة ضريح رمزي في أحد المواقع التي شهدت عملية تصفية للأرمن أثناء نقلهم من جنوب تركيا إلى دير الزور.[بحاجة لمصدر]
يعتقد أن تسمية البلدة ترجع إلى الرقود، حيث رقد فيها كثيرون من الأرمن الرقود السرمدي وذلك بعد مذابح الأرمن التي ارتكبتها الدولة العثمانية (تركيا حاليآ) بحق الأرمن.[بحاجة لمصدر]
يوجد فيها جبل الحمة (حمة ماكسين).[بحاجة لمصدر]

## وصلات خارجية
- شبكة مواقع الحسكة نت